# Hang Aragonit Ochtinská
Hang Aragonit Ochtinská (tiếng Slovak: Ochtinská aragonitová jaskyňa, tiếng Hungary: Martonházi-aragonitbarlang) là hang động nằm ở miền nam Slovakia, gần Rožňava. Mặc dù chỉ dài 300 m, nhưng hang rất nổi tiếng cho những du khách muốn tận mắt chứng kiến hình dạng và màu sắc khoáng vật aragonit quý hiếm.

## Đặc điểm
Cho đến nay, chỉ có ba hang động aragonit được phát hiện trên thế giới.
Điểm nhấn của hang động Aragonit Ochtinská chính là khu vực được đặt tên Milky Way Hall (tạm dịch là Vũ đài Ngân Hà). Milky Way Hall là điểm thu hút khách du lịch chính của hang động, với những nhánh và cụm tinh thể aragonit màu trắng tỏa sáng như những ngôi sao trong dải Ngân hà.  Về lịch sử khám phá, năm 1954, Martin Cangár và Jiri Prosek là hai người đầu tiên phát hiện hang động và nơi đây trở thành địa điểm du lịch từ năm 1972. Cùng với các hệ thống hang động khác thuộc địa hình các-xtơ Slovak, hang Aragonit Ochtinská được đưa vào danh sách Di sản Thế giới của UNESCO như một thành phần thuộc Hệ thống Hang động của địa hình các-xtơ Aggtelek và địa hình các-xtơ Slovak.

## Hình ảnh

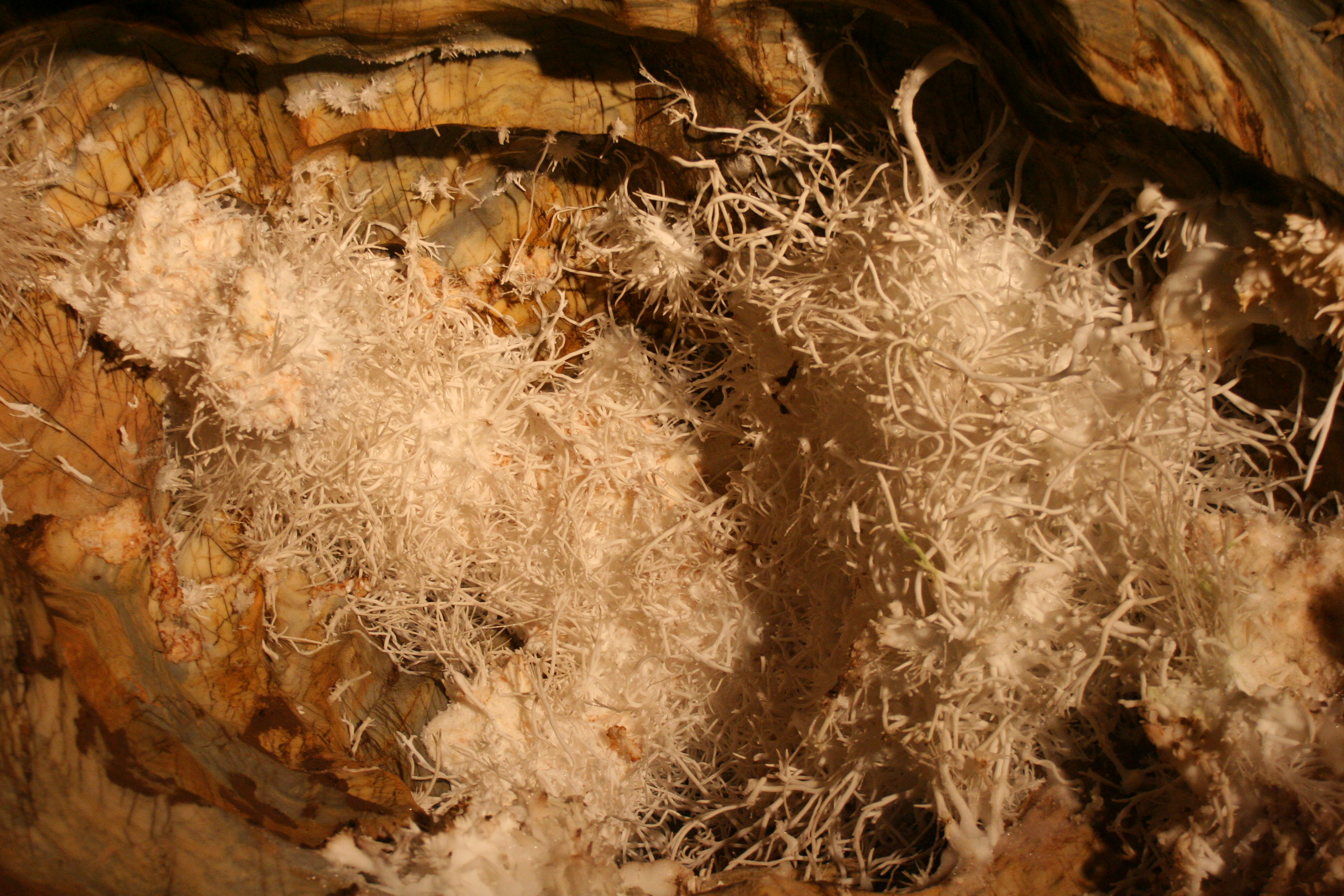
Khoáng vật Aragonite bên trong hang động